# Abby Elliott
Abigail "Abby" Elliott, född 16 juni 1987 i New York, är en amerikansk skådespelare och komiker.
Mellan 2008 och 2012 var Abby Elliott en av de fasta skådespelarna i humorprogrammet Saturday Night Live. Hon har även spelat i långfilmer som No Strings Attached (2011) och High Road (2012). Åren 2013–2014 var hon med i fem avsnitt av How I Met Your Mother.
Abby Elliott är dotter till skådespelaren Chris Elliott, som under 1990-talet även han skådespelade i Saturday Night Live.

## Filmografi i urval
- 2008–2012 – Saturday Night Live (TV-serie)
- 2011 – No Strings Attached
- 2012 – High Road
- 2022–2025 – The Bear (TV-serie)